# Médaille pour les services dans l'éducation du patriotisme militaire

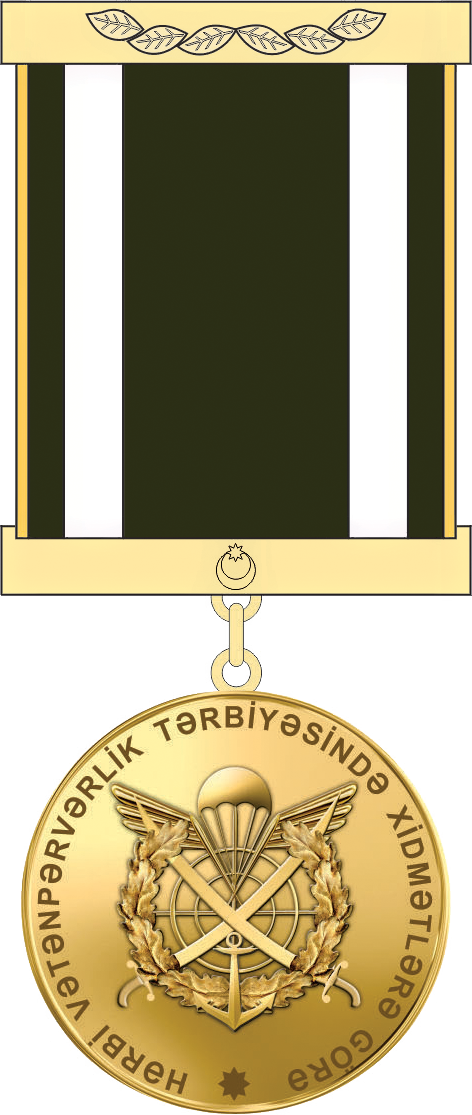
Médaille pour les services dans l'éducation du patriotisme militaire.

La médaille pour les services dans l'éducation du patriotisme militaire (en azéri : Hərbi vətənpərvərlik tərbiyəsində xidmətlərə görə medalı) est une récompense d'État de l'Azerbaïdjan. Cette récompense est établie le 13 février 2018, conformément à la loi 1001-VQD.

## Description de la médaille
La médaille de la République d’Azerbaïdjan pour les services dans l’éducation patriotique militaire est décernée aux militaires, fonctionnaires et autres personnes de l’autorité exécutive compétente pour leurs services dans l’organisation de la mobilisation et de la conscription, de l’éducation patriotique militaire et de la propagande patriotique.
La médaille de la République d'Azerbaïdjan pour les services dans l'éducation du patriotisme militaire est placée sur le côté gauche de la poitrine, après d'autres ordres et médailles de la République d'Azerbaïdjan.